# Adam Chadaj
Adam Chadaj (Varsavia, 1º maggio 1984) è un ex tennista polacco.

## Carriera
Ottenne il suo best ranking in singolare il 22 agosto 2005 con la 202ª posizione, mentre nel doppio divenne il 25 luglio 2005, il 151º del ranking ATP.
Tennista di livello challenger, in carriera ha ottenuto due successi in doppio in coppia rispettivamente con il francese Stéphane Robert e con lo svedese Michael Ryderstedt; i due tornei vinti furono il Poznań Porsche Open nel 2004 e il Challenger Isla de Gran Canaria nel 2006. In carriera, vinse, inoltre otto tornei in singolare e dieci in doppio dell'ITF Men's Circuit.
Venne convocato nel 2005 nella squadra polacca di Coppa Davis nella sfida contro l'Estonia. In quell'occasione vinse i due incontri di singolare.

## Statistiche

### Tornei minori

#### Singolare

##### Vittorie (8)
| Legenda tornei minori |
| Challenger (0)        |
| Futures (8)           |

| Numero | Data             | Torneo                                                        | Superficie  | Avversario in finale | Punteggio        |
| 1.     | 12 gennaio 2004  | ITF Aviation Cup, Dubai                                       | Cemento     | Jacob Adaktusson     | 6-3, 7–6(2)      |
| 2.     | 25 maggio 2004   | PZT Prokom Cup, Gdynia                                        | Terra rossa | Solon Peppas         | 6-4, 6-0         |
| 3.     | 24 agosto 2004   | Sport Scheck Open, Unterföhring                               | Terra rossa | Michael Lammer       | 3-6, 6-3, 6-2    |
| 4.     | 7 settembre 2004 | Minimax Cup, Kempten                                          | Terra rossa | Evgenij Korolëv      | 6-2, 6-2         |
| 5.     | 15 marzo 2005    | Internationaux Masculins de Tennis Poitou-Charentes, Poitiers | Cemento (i) | Denis Gremelmayr     | 6-3, 6-1         |
| 6.     | 5 giugno 2007    | Tennis Club Teramo, Teramo                                    | Terra rossa | Francesco Piccari    | 6-3, 6(2)–7, 6-4 |
| 7.     | 21 gennaio 2008  | Futures Murcia Club de Tenis, Murcia                          | Terra rossa | Héctor Ruiz Cadenas  | 7–6(2), 6-1      |
| 8.     | 23 luglio 2017   | Warmia I Mazury Open, Mragowo                                 | Terra rossa | Richard Gabb         | 6-1, 6-3         |

#### Doppio

##### Vittorie (12)
| Legenda tornei minori |
| Challenger (2)        |
| Futures (10)          |

| Numero | Data             | Torneo                                 | Superficie  | Compagno           | Avversari in finale                       | Punteggio           |
| 1.     | 2 agosto 2004    | Poznań Porsche Open, Poznań            | Terra rossa | Stéphane Robert    | Tomáš Cibulec David Škoch                 | 3-6, 6-1, 6-2       |
| 2.     | 28 gennaio 2005  | MLP TennisBase Open, Oberhaching       | Cemento (i) | Philipp Marx       | Peter Steinberger Marcel Zimmermann       | 6-4, 6-3            |
| 3.     | 1º maggio 2006   | Challenger Isla de Gran Canaria, Telde | Terra rossa | Michael Ryderstedt | David Marrero Daniel Muñoz de la Nava     | 5-7, 6-3, [10-7]    |
| 4.     | 30 ottobre 2007  | Future de Djerba, Gerba                | Cemento     | Sergej Betov       | Roman Jebavý Filip Zeman                  | 6-0, 6-3            |
| 5.     | 20 giugno 2011   | Città di Viterbo, Viterbo              | Terra rossa | Patrik Brydolf     | Federico Torresi Luca Vanni               | 6-2, 1-6, [10-8]    |
| 6.     | 29 agosto 2011   | Pozbruk Open, Sobota                   | Terra rossa | Andriej Kapaś      | Aljaksandr Bury Andrej Vasilevskij        | 7-5, 6-4            |
| 7.     | 20 febbraio 2012 | Selena Open, Čerkasy                   | Cemento (i) | Andriej Kapaś      | Oleksandr Nedovjesov Stanislav Poplavskij | 4-6, 7–6(3), [10-3] |
| 8.     | 19 marzo 2012    | Steele Open, Herzlia                   | Cemento     | Piotr Gadomski     | Antoine Benneteau Axel Michon             | 7-5, 6-3            |
| 9.     | 8 ottobre 2012   | Qatar Doha Futures, Doha               | Cemento     | Andriej Kapaś      | Lewis Burton Abdullah Maqdes              | 5-7, 6-4, [10-6]    |
| 10.    | 1º luglio 2013   | Città di Mantova, Mantova              | Terra rossa | Piotr Gadomski     | Francesco Borgo Marco Bortolotti          | 6-3, 1-6, [11-9]    |
| 11.    | 2 dicembre 2013  | Qatar ITF Futures, Doha                | Cemento     | Dominik Schulz     | Luke Bambridge Evan Hoyt                  | 1-6, 7–6(4), [10-4] |
| 12.    | 21 dicembre 2014 | Qatar F6 Futures, Doha                 | Cemento     | Adam Majchrowicz   | Giorgio Portaluri Karunuday Singh         | 6-3, 4-6, [11-9]    |